# Ercole in riposo
Ercole in riposo è un bronzetto (altezza 40,5 cm) già attribuito ad Antonio del Pollaiolo, databile al 1490 circa e conservato nel Bode Museum di Berlino.

## Storia
L'opera viene in genere accostata all'analogo Ercole e Anteo in bronzo al Museo del Bargello, che era stato commissionato forse da Lorenzo de' Medici. L'attribuzione tradizionale lega quindi l'opera ad Antonio del Pollaiolo, anche se è stato avanzato anche il nome di Luca Signorelli, in inedita veste di scultore, mentre oggi si tende più prudentemente e riferirlo all'ambiente fiorentino di fine secolo.
L'Ercole a riposo è documentato per la prima volta nella raccolta di Alfred Beit, che lo mise in vendita a Londra nel 1907 passando a Wilhelm von Bode.
Esiste anche un bronzetto attribuito al Pollaiolo, appena sbozzato e in posa analoga ma diversa, alla Frick Collection di New York.

## Descrizione e stile
Ercole è rappresentato con gli attributi tipici della clava e della leonté, la pelle del Leone nemeo, che si trova ai suoi piedi: il destro è infatti poggiato sulla testa del leone sconfitto. L'eroe ha un carattere pensoso, forse a meditare sulla fine delle dodici fatiche, come testimoniano i pomi delle Esperidi nella mano sinistra. La gamba destra poggia mollemente sulla testa del leone. Grandissima attenzione è lasciata alla descrizione anatomica dell'eroe nudo, i cui muscoli tesi sembrano pronti per scattare da un attimo all'altro. Evidenti sono i richiami alle figure dei David bronzei fiorentini: in particolare quello di Donatello e quello del Verrocchio. Colpisce la sottolineatura marcata del contrapposto, con la gamba non portante molto in avanti, così come la posizione della clava che sembra anticipare gli sviluppi della scultura nel Cinquecento, usando tutto lo spazio a disposizione ed evitando un'unica visione preferenziale dal davanti.
La figura dell'eroe greco era letta dai neoplatonici come simbolo della lotta tra un principio superiore ed uno inferiore, secondo l'idea di una continua tensione dell'animo umano, sospeso tra virtù e vizi; l'uomo in pratica era tendenzialmente rivolto verso il bene, ma incapace di conseguire la perfezione e spesso insediato dal pericolo di ricadere verso l'irrazionalità dettata dall'istinto; da questa consapevolezza dei propri limiti deriva perciò il dramma esistenziale dell'uomo neoplatonico, consapevole di dover rincorrere per tutta la vita una condizione apparentemente irraggiungibile.
La base, a forma di prisma triangolare, poggia su sfingi con branche leonine e reca una tavola biansata, con un finto chiodo, che stranamente non reca alcuna iscrizione.

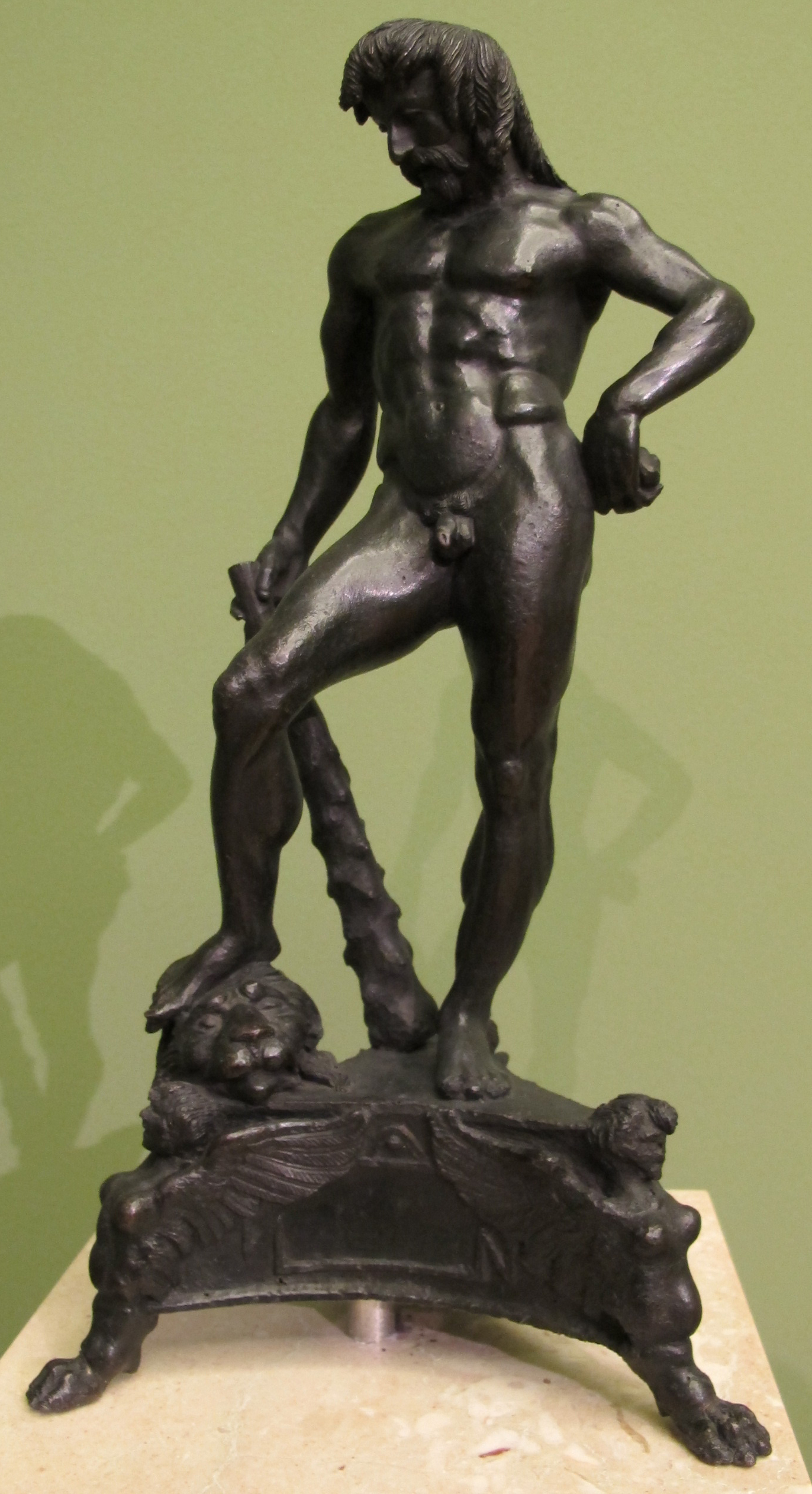
Veduta
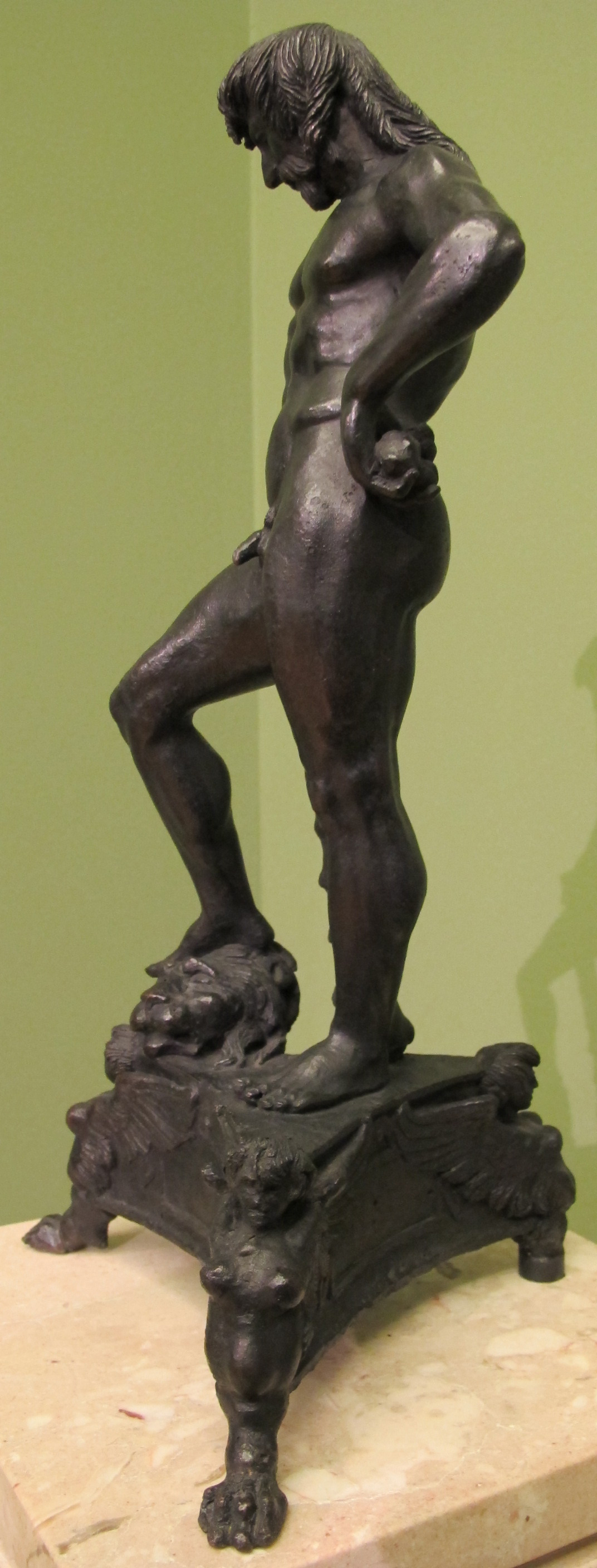
Veduta